# Davis Romero

Davis Javier Romero (nacido el 30 de marzo de 1983 en Aguadulce, Panamá). es un lanzador que actualmente es agente libre.,

## Historia
Davis hizo su debut en Grandes Ligas el 18 de agosto de 2006 contra los Orioles de Baltimore, lanzando 2.2 entradas, permitiendo un hit, sin carreras, sin boletos, y conseguir dos ponches. Él apareció seis veces más durante la temporada de 2006, consiguiendo una victoria el 20 de septiembre de 2006 contra los Yankees de Nueva York, obteniendo un ponche y permitiendo tres hits, una base por bolas, y una carrera.
Participó con Panamá para Clásico Mundial de Béisbol 2006.
En marzo de 2007 se hizo una cirugía y no lanzó ese año. Lanzó para los Chiefs de Syracuse en 2008, y en el 2009 comenzó con Las Vegas 51s, Triple-A de los Azulejos.
Para el 2012 y 2013, participó con la Liga Provincial de Coclé, en los Campeonatos de Béisbol Mayor en Panamá.